# Douglas Regattieri

Bischofswappen von Douglas Regattieri

Douglas Regattieri (* 5. Oktober 1949 in Vallalta di Concordia, Provinz Modena) ist ein italienischer römisch-katholischer Geistlicher und emeritierter Bischof von Cesena-Sarsina.

## Leben
Douglas Regattieri empfing am 15. September 1973 das Sakrament der Priesterweihe.
Am 8. Oktober 2010 ernannte ihn Papst Benedikt XVI. zum Bischof von Cesena-Sarsina. Der Bischof von Carpi, Elio Tinti, spendete ihm am 28. November desselben Jahres im Dom zu Carpi die Bischofsweihe; Mitkonsekratoren waren der Erzbischof von Modena-Nonantola, Antonio Lanfranchi, und der emeritierte Bischof von La Spezia-Sarzana-Brugnato, Bassano Staffieri. Die Amtseinführung erfolgte am 12. Dezember 2010.
Am 7. Januar 2025 nahm Papst Franziskus seinen altersbedingten Rücktritt an.